# قائمة الفوهات الصدمية في أنتاركتيكا
قائمة الفوهات الصدمية في القارة القطبية الجنوبية لا تشمل إلا مواقع فوهات صدمية غير مؤكدة وافتراضية في القارة القطبية الجنوبية والمياه المحيطة بالمحيط الجنوبي. ولا توجد حتى الآن أي مواقع لفوهات صدمية مؤكدة في القارة القطبية الجنوبية وفقا لقاعدة بيانات الفوهات الصدمية الأرضية.
تعتبر الفوهات الصدمية التالية رسميا «غير مؤكدة» لأنها غير مدرجة في قاعدة بيانات الفوهات الصدمية الأرضية.

القارة القطبية الجنوبية

| الاسم      | الموقع                              | القطر  | العمر        | الإحداثيات                        | مصدر |
| ---------- | ----------------------------------- | ------ | ------------ | --------------------------------- | ---- |
| باورز      | القارة القطبية الجنوبية             | 100 كم | غير معروف    | 71°12′S 176°00′E / 71.2°S 176°E   | IFSG |
| روس        | القارة القطبية الجنوبية             | 550 كم | الاوليغوسيني | 77°30′S 178°30′E / 77.5°S 178.5°E | IFSG |
| ويلكس لاند | ويلكس لاند، القارة القطبية الجنوبية | 485 كم | <500 مليون؟  | 70°S 120°E / 70°S 120°E           |      |